# Pardosa debolinae
Pardosa debolinae là một loài nhện trong họ Lycosidae.
Loài này thuộc chi Pardosa. Pardosa debolinae được Majumder miêu tả năm 2004.